# Pseudoliva
Pseudoliva is een geslacht van mollusken, dat fossiel bekend is vanaf het Laat-Krijt. Tegenwoordig telt dit geslacht nog één levende soort in westelijk Afrika.

## Beschrijving
Deze valse olijfhoren heeft een vrijwel bolvormige schelp met een wijde mondopening, een breed sifonaal kanaal en een lage spira met een kleine, centrale top. De schelpsculptuur is samengesteld uit knobbels, ribben of grove groeilijnen. Op grond daarvan kan men onderscheid maken tussen de verschillende soorten. Op de eivormige laatste omvang bevindt zich een gebochelde schouder, die gevormd wordt door een opeenhoping van het onder de sutuur (afscheiding tussen twee windingen) neergeslagen callus (calcietlaag die slakken soms op de buitenzijde van de schelp afzetten, ook eelt genoemd). De scherpe mondrand vertoont aan de onderzijde een diep en smal deukje, dat zich voortzet als een scherpe groeve rondom de schelp. De lengte van de schelp bedraagt ongeveer 3 cm.

## Leefwijze
Dit carnivore, mariene geslacht bewoont ondiepe wateren op zand- en siltbodems.

## Soort
- Pseudoliva crassa (Gmelin, 1791)